# Anna Wassiljewna Chapman

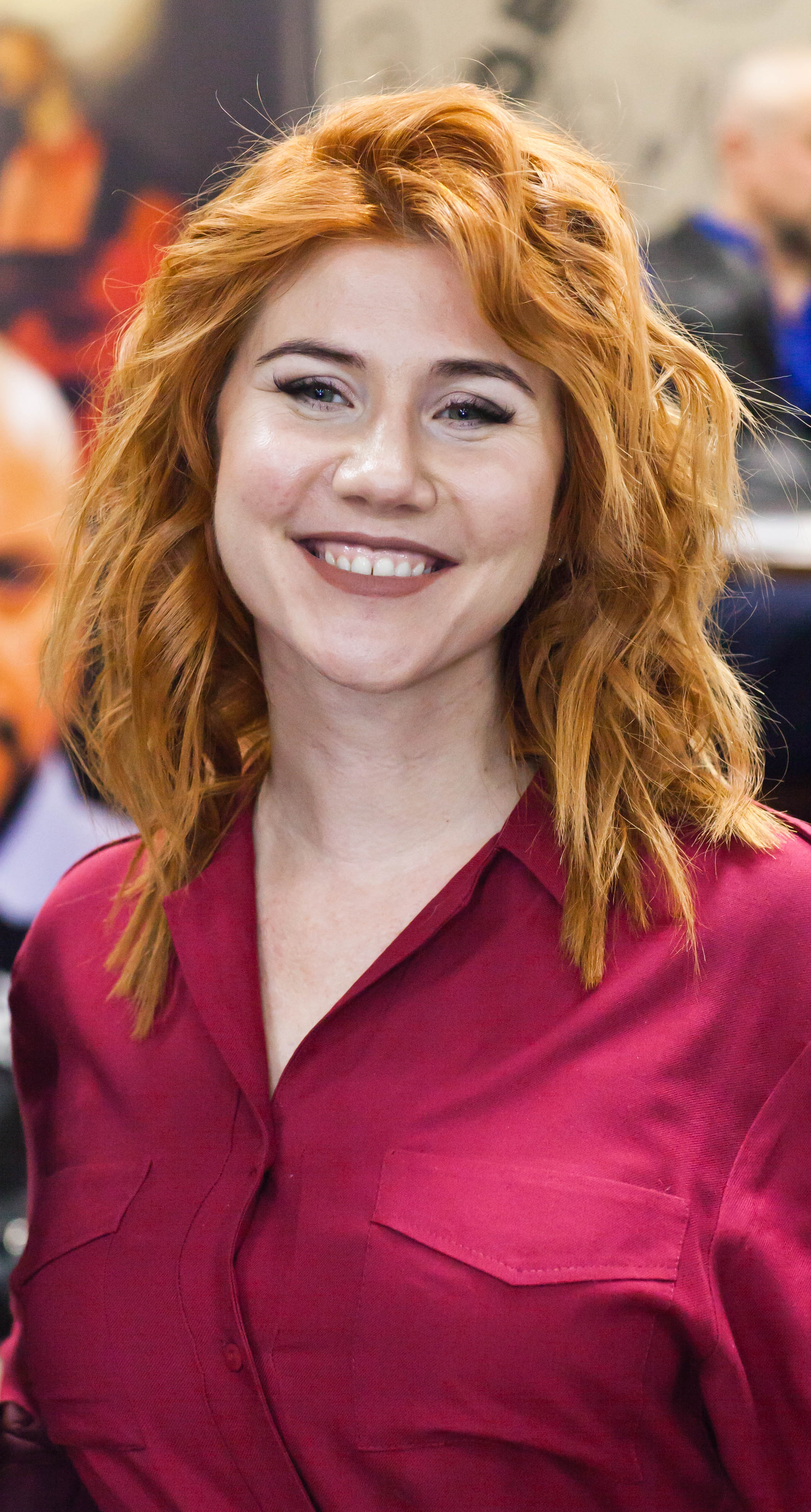
Anna Chapman 2019

Anna Wassiljewna Chapman (russisch Анна Васильевна Чапман; geb.: Кущенко, Kuschtschenko; * 23. Februar 1982 in Charkiw) ist eine russische TV-Moderatorin, Model und ehemalige Agentin.

## Leben
Anna Chapman ist die Tochter des ehemaligen KGB-Offiziers Wassili Kuschtschenko. Sie wuchs in Russland auf, heiratete 2002 den britischen Staatsbürger Alex Chapman und lebte mit ihm in London. Die Ehe wurde 2006 geschieden.
In ihrer Londoner Zeit soll sie über ihren Vater Geldtransaktionen in Millionenhöhe nach Simbabwe getätigt haben, um russische Agententätigkeiten zu finanzieren.
Chapman arbeitete als Immobilienmaklerin in New York City. Sie wurde am 27. Juni 2010 zusammen mit neun anderen Agenten vom FBI verhaftet. Am 9. Juli 2010 wurden die Agenten am Flughafen Wien gegen vier andere Agenten ausgetauscht, darunter der wegen Spionage verurteilte Atomphysiker Igor Sutjagin. Ihre britische Staatsbürgerschaft wurde in der Folge annulliert.
Im Dezember 2010 übernahm sie eine Spitzenfunktion in Molodaja Gwardija, der Jugendorganisation der Partei Einiges Russland.
Nach ihrer Verhaftung veröffentlichten britische Boulevardmedien neben Fotos aus ihrem Facebook-Profil auch Aktfotos aus dem Besitz ihres Exmanns.
Im Jahr 2011 wurde Oberst Alexander Nikolajewitsch Potejew von einem russischen Militärgericht in Abwesenheit zu 25 Jahren Haft verurteilt, weil er Chapman verraten hatte.
Von Januar 2011 bis 2014 und wieder seit 2015 moderiert sie im russischen Privatsender RenTV eine „Mystery-TV-Show“ (Тайны Чапман / Tajny Chapman), zu welcher der Irish Independent schrieb, sie sei „bekloppten Verschwörungstheorien“ gewidmet, einem Genre, von welchem in russischen Medien weitere ähnliche Programme existieren.